# De l'autre côté (film, 2007)
Pour les articles homonymes, voir De l'autre côté.
Pour plus de détails, voir Fiche technique et Distribution.
De l'autre côté (en allemand Auf der anderen Seite ; en turc Yaşamın Kıyısında) est un film germano-turc réalisé par Fatih Akın, sorti en 2007. Ce film a reçu le prix du scénario et le prix du jury œcuménique lors du Festival de Cannes 2007.

## Synopsis
Nejat Aksu est un professeur universitaire de littérature allemande à Hambourg. À Brême, son père, Ali, veuf depuis pratiquement la naissance de son fils, propose un jour à Yeter, une prostituée d'origine kurde dont il est le client, de la rémunérer pour vivre avec lui et combler sa solitude affective. Il la présente à son fils lors d'un repas. À la suite d'une ivresse, Ali gifle sa nouvelle compagne qui décède accidentellement dans sa chute. Nejat, qui dès lors rejette son père condamné à la prison, décide de retrouver la fille de Yeter, Ayten Öztürk, dont cette dernière était sans nouvelles afin d'expier la faute de son père. Il part à Istanbul à sa recherche en prenant contact avec les cousins de la famille. En vain. Il s'installe alors dans la cité stambouliote, change de vie et rachète une librairie de littérature allemande dans le vieux quartier sur la rive européenne de la ville.
En parallèle, le destin veut qu'Ayten Öztürk, jeune femme de 27 ans, opposante politique au régime turc, soit forcée de quitter clandestinement son pays à la suite d'une manifestation durant laquelle elle a été impliquée dans des actes de violence et de possession d'arme. Elle entre illégalement en Allemagne sous une fausse identité et part à la recherche de sa mère Yeter à Brême. Elle rencontre Lotte, une étudiante allemande en langues, qui lui propose l'hospitalité et son aide malgré les réticences de sa mère Susanne. Rapidement une relation amoureuse s'engage entre les deux jeunes femmes. À la suite d'un contrôle d'identité, Ayten est arrêtée par la police allemande et voit sa demande d'asile politique refusée. Elle est renvoyée dans son pays où elle est incarcérée. Lotte décide, par amour pour Ayten et contre l'avis de sa mère, de partir en Turquie pour l'aider, la soutenir, et tenter de la faire libérer. Le hasard la mène dans la librairie de Nejat où elle dépose une petite annonce de recherche d'appartement. Nejat lui propose de lui sous-louer une chambre chez lui. Le sort en décidera rapidement autrement, elle sera tuée à Istanbul en voulant aider Ayten.
Susanne part alors en Turquie faire le deuil de sa fille et rencontre Nejat pour récupérer ses affaires. Elle se rend également à la prison et propose son aide et son pardon à Ayten, qui les accepte, et négocie sa sortie de prison. Ayten lui demande également pardon, car c'est à cause d'elle que Lotte est morte. Susanne, qui ne souhaite pas repartir immédiatement en Allemagne, décide de s'installer dans l'appartement que Nejat louait à Lotte. Dans le même temps, Ali le père de Nejat, rentre à Trabzon, dans l'est de la Turquie, après avoir purgé sa peine en Allemagne. Nejat décide finalement de lui pardonner et d'aller l'y retrouver, sans savoir qu'Ayten, qu'il a vainement recherchée à Istanbul, se trouve désormais chez lui en compagnie de Susanne.

## Fiche technique
- Titre : De l'autre côté
- Titre original : Auf der anderen Seite en allemand et Yaşamın Kıyısında en turc
- Titres international : The Edge of Heaven
- Réalisation : Fatih Akin
- Scénario : Fatih Akin
- Musique : Shantel
- Photographie : Rainer Klausmann
- Montage : Andrew Bird (en)
- Décors : Sırma Bradley et Tamo Kunz
- Costumes : Katrin Aschendorf
- Production : Ali Akdeniz, Fatih Akin, Klaus Maeck, Funda Odemis, Erhan Özoğul, Andreas Thiel et Flaminio Zadra
- Pays d'origine :  Allemagne,  Turquie
- Langues : allemand et turc
- Format : Couleurs - 1,85:1 - Dolby Digital - 35 mm
- Genre : Drame
- Durée : 122 minutes
- Dates de sortie :
  - France : 23 mai 2007 au Festival de Cannes
  - Allemagne : 27 septembre 2007
  - Turquie : 26 octobre 2007
  - Belgique et France : 14 novembre 2007
- Classification :
  - France : tous publics[1]
  - Royaume-Uni  : interdit aux moins de 15 ans[2]

## Distribution
- Baki Davrak (VF : Sébastien Desjours) : Nejat Aksu, professeur universitaire de littérature allemande à Brême
- Nurgül Yeşilçay : Ayten Öztürk, opposante politique au régime turc
- Patrycia Ziółkowska (de) (VF : Barbara Beretta) : Charlotte (« Lotte ») Staub, étudiante en langues
- Hanna Schygulla : Susanne Staub, la mère de Lotte
- Tuncel Kurtiz : Ali Aksu, le père de Nejat, veuf de longue date
- Nursel Köse (de) (VF : Françoise Vallon) : Yeter Öztürk, la mère d'Ayten, prostituée
- Lars Rudolph (de) : Obermüller, le responsable de la librairie
- Andreas Thiel : le bureaucrate turc au Consulat
- Nejat İşler : le commissaire
- Erkan Can : cousin Ufuk
- Turgay Tanülkü : Cem
- Lars Rudolph : Obermüller

 Source et légende : version française (VF) sur RS Doublage

## Production
Le tournage s'est déroulé à Brême, Hambourg, İstanbul et Trabzon, de mai à septembre 2006[réf. nécessaire]. La fin de l'action est située au moment de Bayram, la fête turque du sacrifice.
La mort du chanteur laze Kâzım Koyuncu, qui figure sur la BOF, au début et à la fin, est évoquée.

## Analyse
Ce film présente des similitudes formelles avec la trilogie d'Alejandro González Iñárritu : Amours chiennes, 21 Grammes et Babel, tant par le mode narratif utilisé pour présenter les histoires intriquées des protagonistes, que par l'impact du hasard et des liens qui unissent les personnages entre eux.
Le drame initial est scellé, comme dans le précédent film d'Akin, Head-on (2004), par un coup qui provoque la chute mortelle d'un personnage et envoie en prison l'auteur du coup, dès lors renié par sa famille. Comme pour Head-on, Fatih Akin aborde les thèmes de l'identité des enfants issus de l'émigration turque en Allemagne dans les années 1960, leur place dans la société allemande contemporaine et leur sentiment d'appartenance culturelle. Le film aborde également la question de l'intégration de la Turquie dans l'Europe, du point de vue des deux pays. De l'autre côté, le titre du film, fait référence à la rive asiatique de la ville d'Istanbul de l'autre côté du détroit du Bosphore par rapport à sa rive européenne.

## Prix et distinctions
- Prix du scénario au Festival de Cannes 2007.
- Prix du jury œcuménique au Festival de Cannes 2007.
- Grand Prix de l'Union de la critique de cinéma.
- Prix Humanum 2007 de l'UPCB / UBFP - Union de la presse cinématographique belge.
- Prix du meilleur film du Festival international du film RiverRun 2008.
- Premier Prix LUX, que le Parlement européen a institué en 2007.